# 子眉嶺神社
子眉嶺神社（こびみねじんじゃ）は、福島県相馬郡新地町にある神社。式内社（名神大社）で、旧社格は郷社。

## 祭神
- 豊受比売之命

伊勢神宮外宮の祭神と同神とされているが、祭神については諸説ある（後述）。
宝賀寿男は、信濃国の子檀嶺神社（駒弓神）や陸奥国の駒形神社（駒形神）と同神であると主張した。
豊受比売之命は五穀豊穣・安産守護・悪疫消除・養蚕守護などの神徳を持つとし、また当社の祭神と馬に関する伝説があることから、特に馬の守護・馬の病気の平癒祈願など馬に関する信仰が篤い。

### 祭神について
現在の子眉嶺神社の祭神は、伊勢神宮外宮の豊受比売之命とされているが、その他の祭神比定については主な説として以下のものがある。
- 延喜式神名帳の説

国津神に夷子別之神という神がいた。夷子別之神は長い顔を持ち、体の大きくて力も強く、心も猛々しい神であった。そのため神々は夷子別之神を畏れ従ったという。ところが、夷子別之神は姿が醜く陰部が大きかったために多くの女神たちからは従われなかったが、美しくて体も大きく、体に白い毛が生えていたため「白媛神」と呼ばれた女神だけが夷子別之神に従った。夷子別之神は大いに喜び、白媛神を妃として娶り当地に住んだ。夷子別之神と白媛神の夫婦神が宮居を構えた場所は「小前嶺」といい、現在は「子眉嶺」と呼ぶのだと伝わる。夷子別之神と白媛神は小前嶺の地で馬を飼い、また馬が病にかかったときは治療をし、国中の神々に馬の飼育法を教えたという。土地の人々は社を建てて二神を丁重に祀ったことが、子眉嶺神社の創建だと伝わる。
- 別説（古老の話）

敏達天皇の時代、ある姫君が罪（一説には馬と通じたため）を犯し、空船（丸太をくりぬいて造られた船）で流され、奥州宇多郡の菅谷郷の海岸（現在の新地町今神地区付近）に漂着した。姫君は懐妊しており、海岸に住む慈悲深い糠塚権太夫という者に助けられ、木で小屋を作り姫君を住まわせた。その後、嶺を伝って子眉嶺の地にやってきて、木で作られた小屋を建てて家とした。姫君はそこで子を産んだのだが、産まれた子の顔は馬に似ていた。糠塚権太夫は同じ郷の者である菅野八太夫と協力して姫君と産まれた子を養ったという（異類婚姻譚）。子眉嶺神社はこの馬に似た顔を持つ子供を祀る神社であり、神社の南にある羽山は姫君を祀る場所で、母を祀ることから「母山」と呼ばれると伝わる。
似たような説として、『封内風土記』には、馬の顔を持つ子供の誕生を恐れた母が子供を谷に捨てたところ、その谷に住んでいた猿が葛の葉を噛んで柔らかくしたものを子供に与えて育て、のちにその子供を子眉嶺神として祀ったという説がある。この説は、当地方に伝わる「猿が牛馬の飼育を守護する」という伝承に基づくものとされる。

## 歴史
由緒書によれば、大宝2年（702年）に仮宮を設けて200年間祀り、延喜7年（907年）に社殿を建立したという。その起源としては、毛野氏同族から出た浮田国造によるものと想定される。『延喜式神名帳』では「子負嶺神社」と記載されて名神大社に列し、案上官幣（月次祭や新嘗祭などの祭典時に神祇官より案上に幣帛を奉ること）を国から受けた。
中世においては、当地は仙台藩に属していたことから伊達家より崇敬を受け、社領の寄進や社殿再建・修繕が行われたものの、安永8年（1779年）に野火に罹り社殿が焼失した。寛政8年（1796年）4月、仙台藩主による社殿再建が行われ、文化3年（1806年）に社殿が完成した。
大正7年（1918年）に幣殿および拝殿が建てられ、平成11年（1999年）8月に社殿の改築が行われた。
また、当社は旧宇多郡の総鎮守社とされている。古くは「勝善社」「相善宮」と呼ばれており、現在も「奥之相善宮」と称している。相善とは「蒼前神」とも称される神のことで、東北地方から関東中部地方に至る地域で馬の守護神として信仰されている。

## 子眉嶺神社の七不思議
当社境内には、七不思議と呼ばれるものがある。
- 南天の桜

社庭南側にあり、南天の実のように花が一か所に咲くため「南天の桜」と呼ばれる。
- 北斗の松

神社前の石階段東側にあり、海岸に漂着した姫がお産の時にしがみついたため北側に向かって曲がっているという。
- 七葉の柏

社庭西側にあり、葉が7枚ずつ一群をなして生えることから名付けられた。初代「七葉の柏」は明治37年9月の暴風雨で倒木したため、その跡に当時の宮司が柏の苗を植樹したという。
- 鏡ヶ池

社庭東側の谷地にある周囲3.7メートルほどの池で、そばに御神水が湧いており、池へと流れ込んでいる。この水と池は、いかなる旱魃の時も水が涸れたことがないと伝わる。鏡ヶ池の名称は、姫君が池の水を水鏡にしていたという言い伝えにちなむ。
- 片葉の葦（よし）

鏡ヶ池周辺にあり、茎の一方にのみ葉をつけるという。夷子別神と白媛神はこの葦を餌として馬に与え育てたという。
- 芽白の笹

鏡ヶ池周辺の丘にある笹で、芽が白いため「芽白の笹」と呼ぶ。馬が普通の笹を食べると病を起こすが、芽白の笹を馬が食べても病にはならないという。また、鏡ヶ池の御神水に浸した芽白の笹を馬に食べさせると、馬の病気によく効くと伝わる。
- 九曜の皐（さつき）

神社前の石階段西側にあり、花が9枚重なり白飛びに咲くという。
なお、七不思議のうち、南天の桜・七葉の柏・九曜の皐は、姫君が漂着した時に植木として持ってきたものであると伝えられている。

## 境内
社殿は、拝殿・幣殿・流造の本殿からなる。

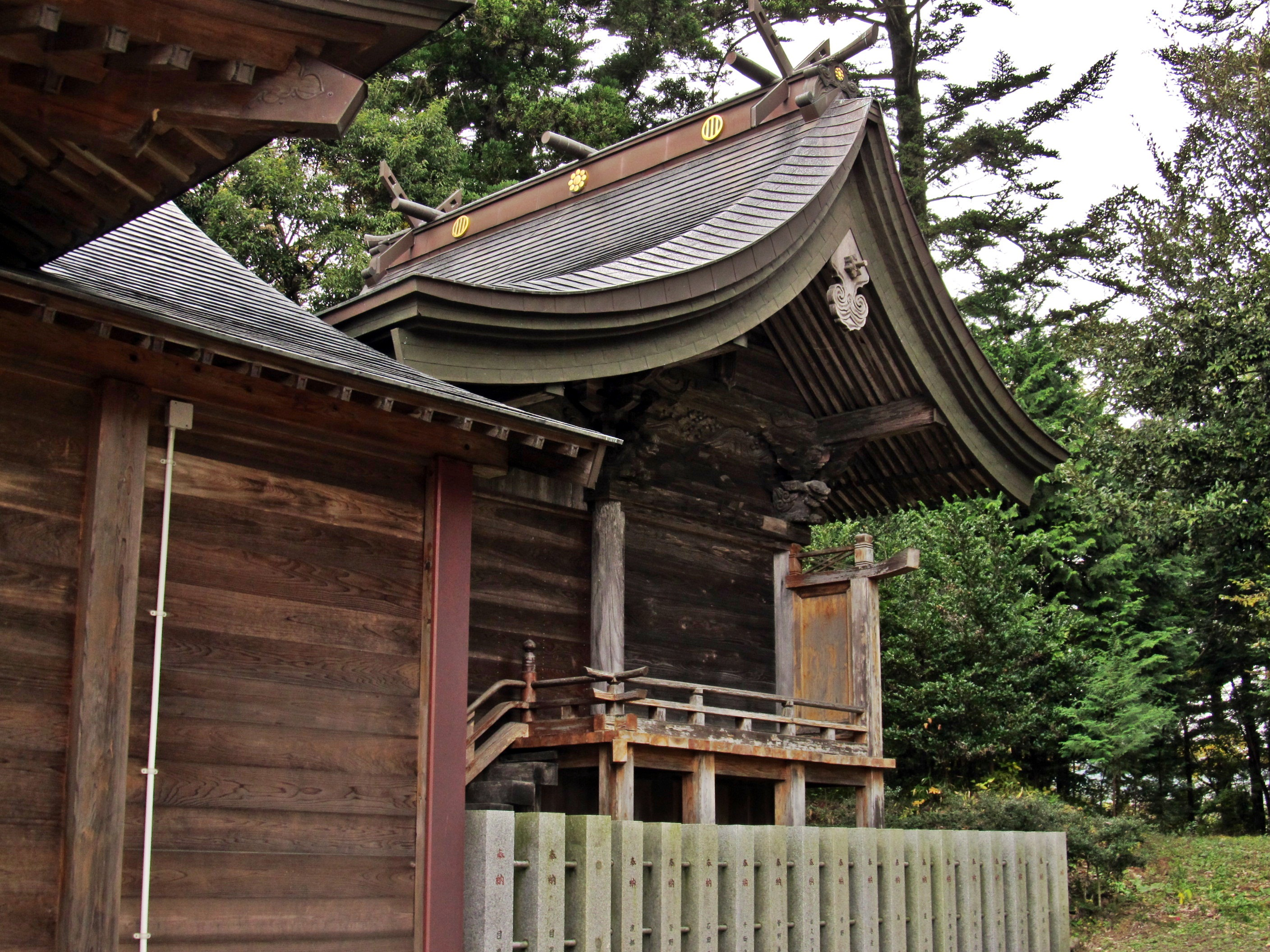
本殿 流造。伊達家の家紋の竪三つ引両紋と九曜紋が見える
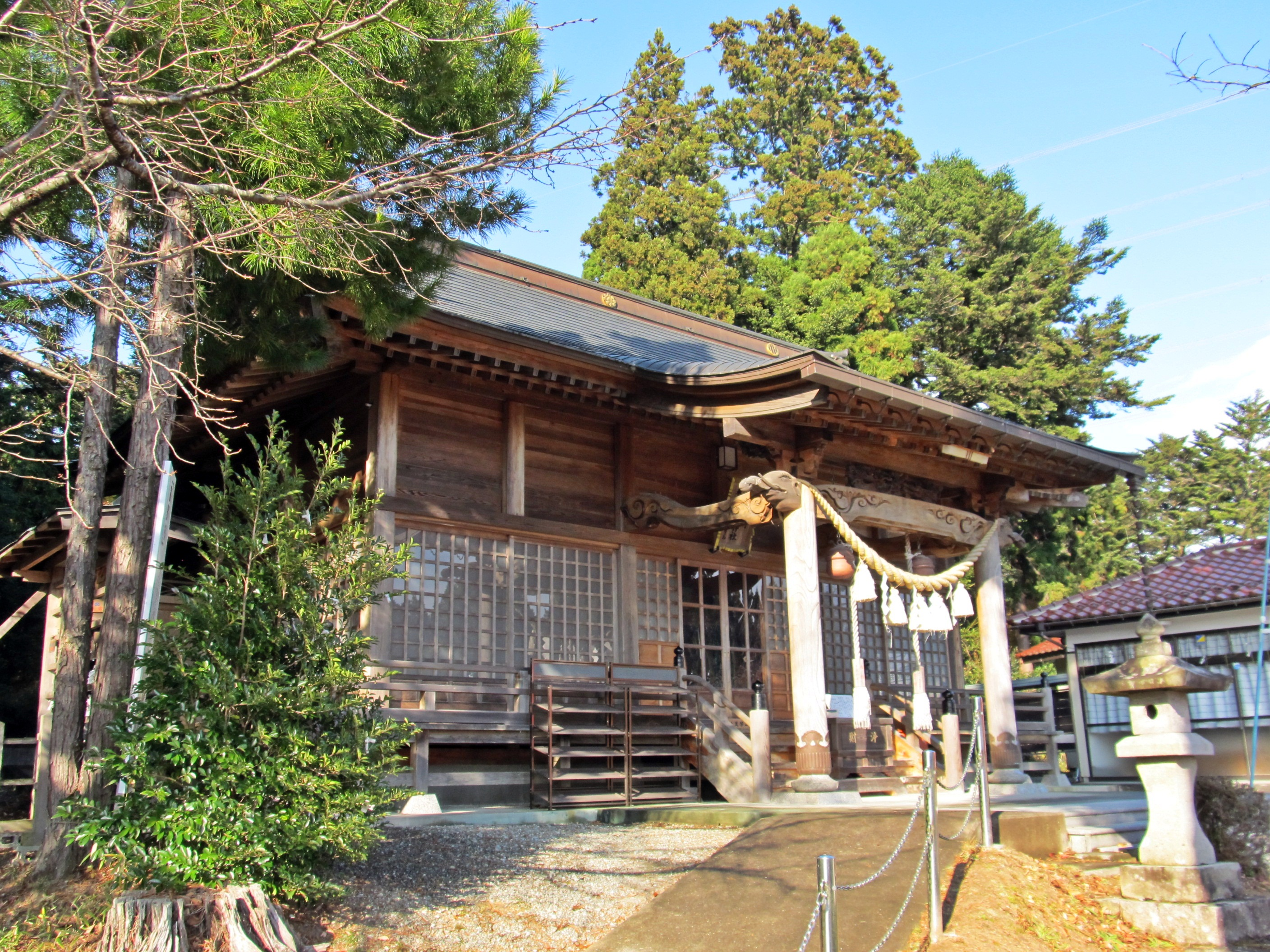
子眉嶺神社拝殿
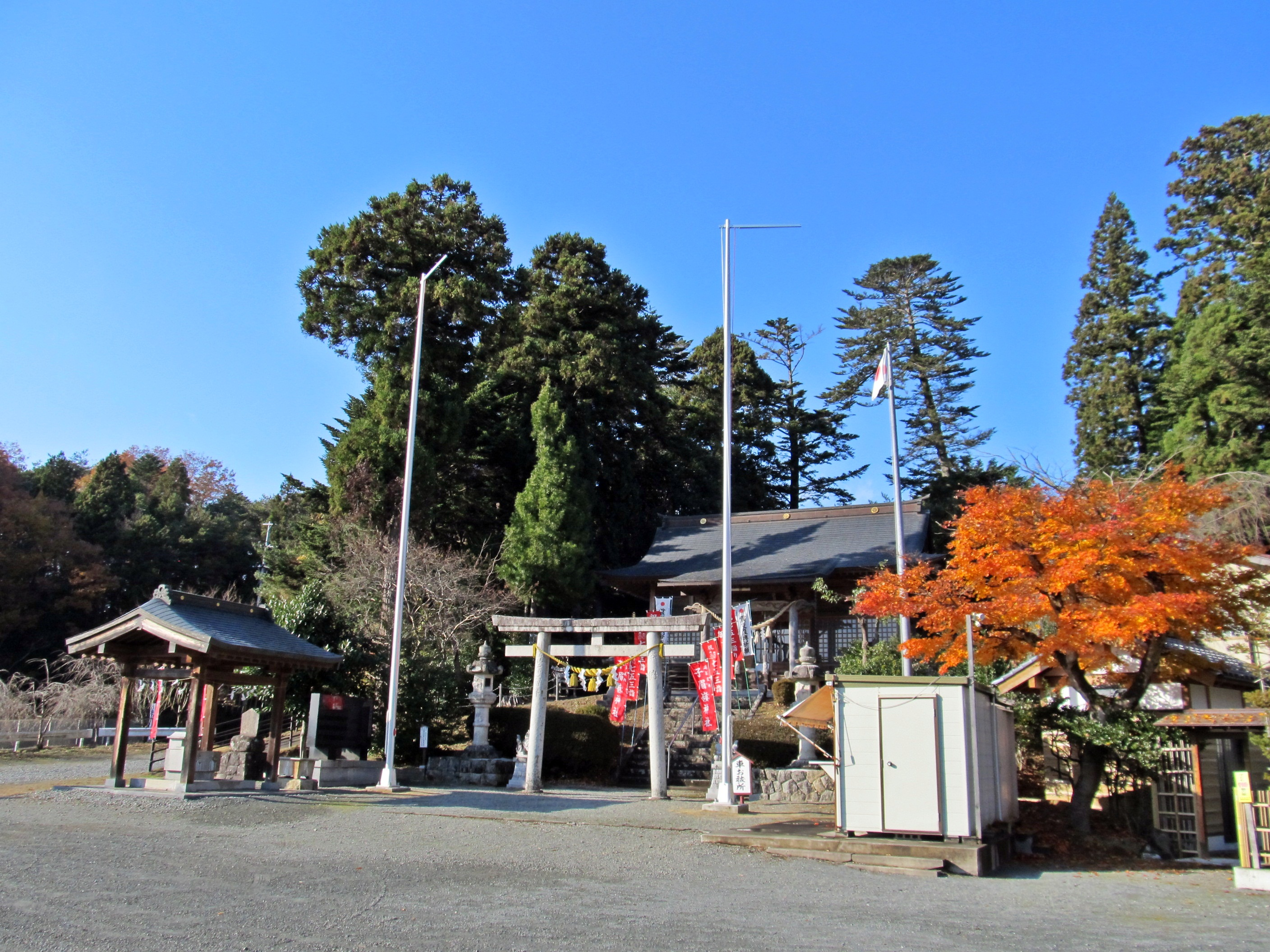
境内

境内東側は谷になっており、斜面の小道を降りると御神水の湧水と「鏡ヶ池」という池がある。御神水は"いかなる旱天の時も涸れることがない"と言い伝えられている。
また境内には社務所・駐車場があり、境内南側の丘陵地は羽山公園として階段や展望台が整備されている。羽山公園内には子眉嶺神社の祭神を葬ったと伝えられる場所があり「子眉嶺神社御祭神埋歿(まいぼつ)地」の石碑が建っている。

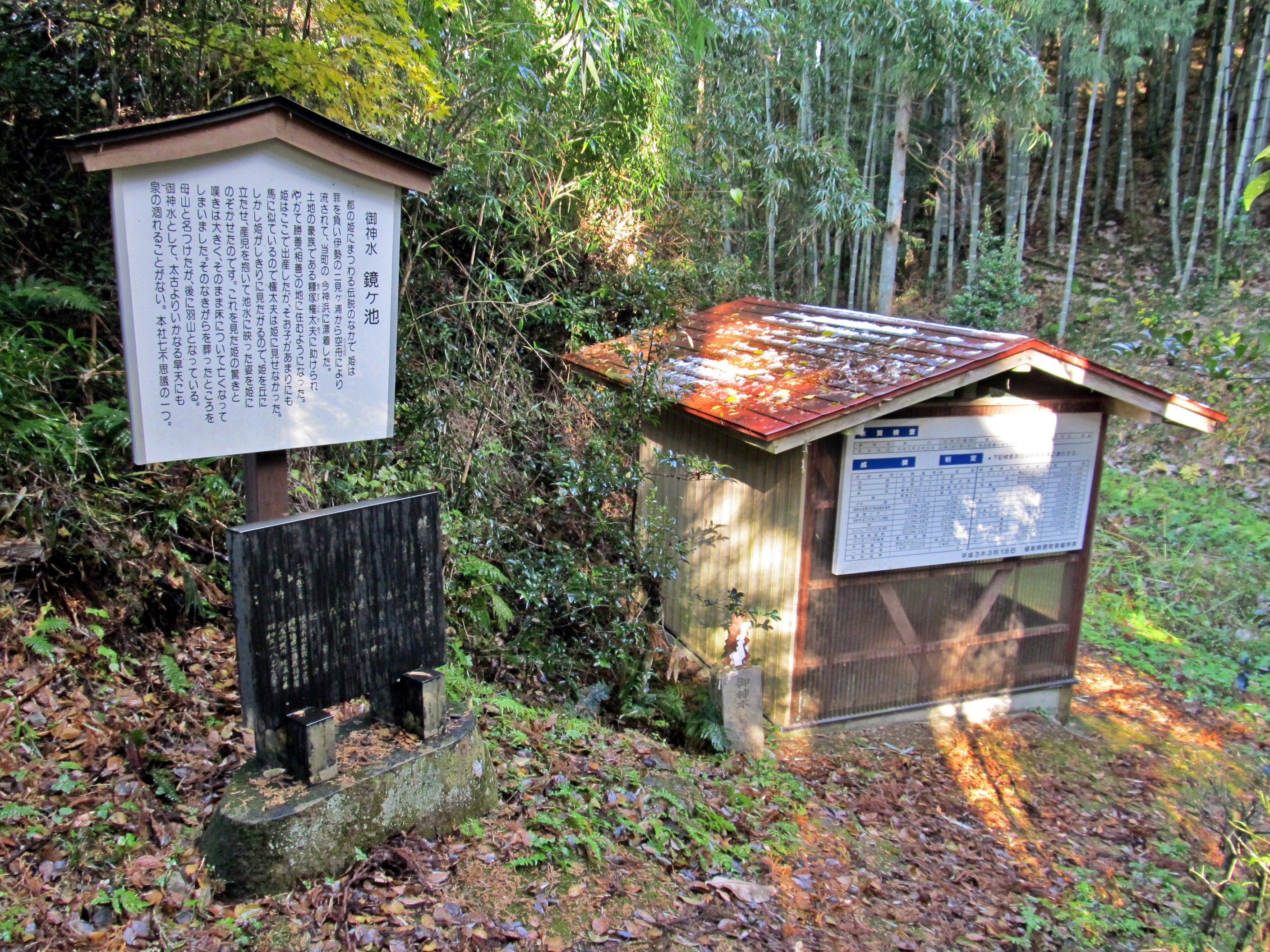
御神水組み場
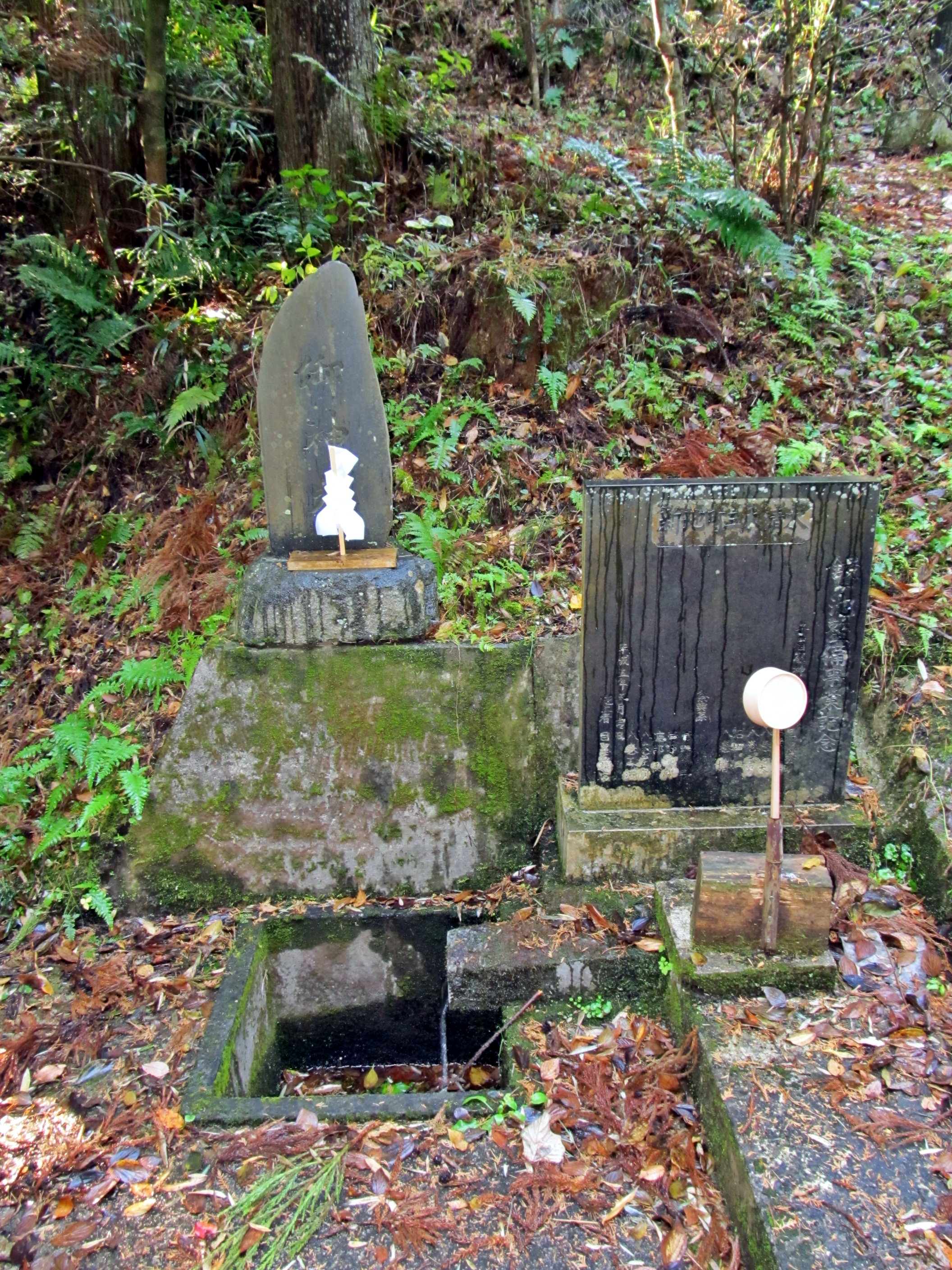
御神水と石祠
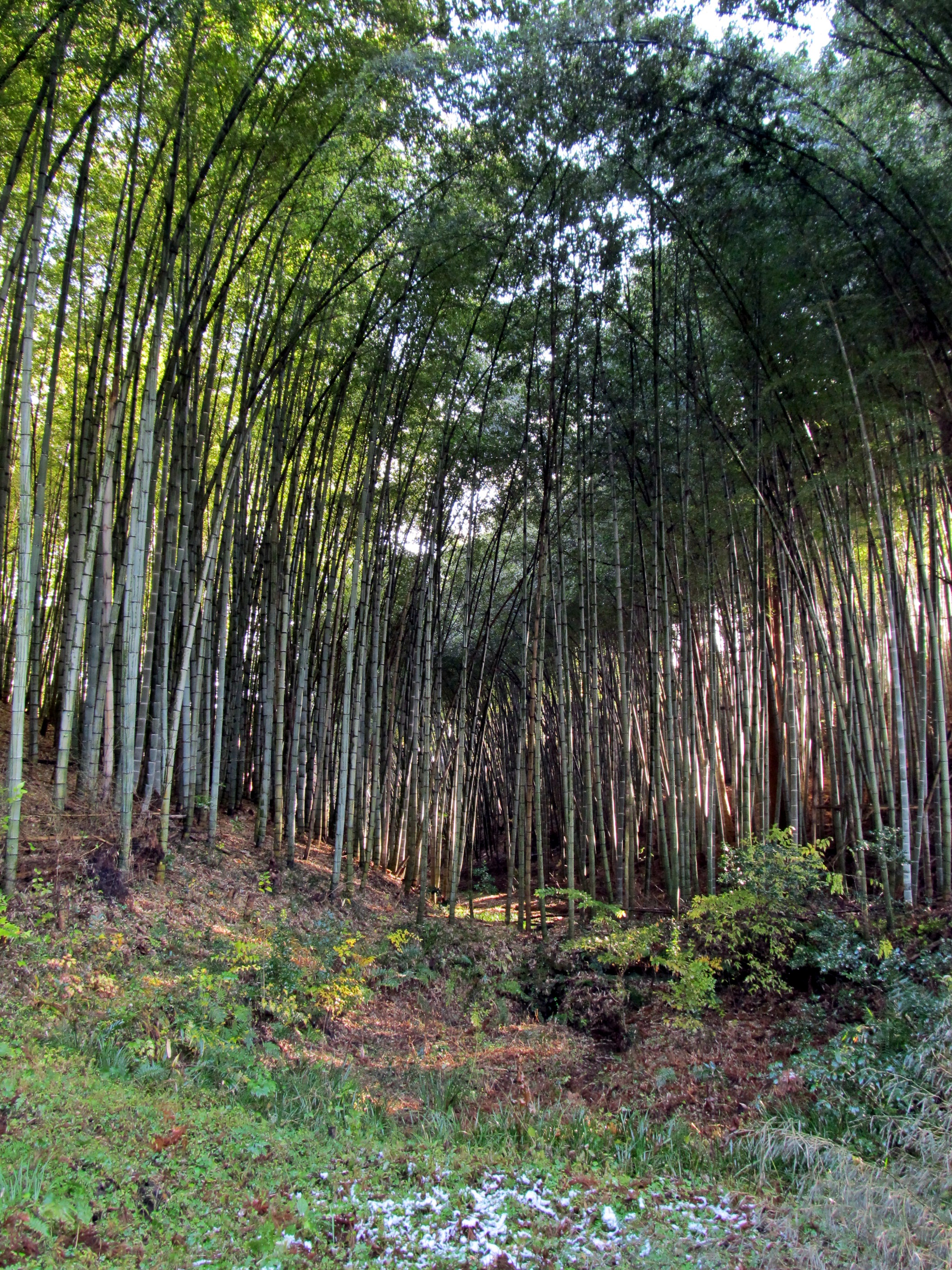
鏡ヶ池と竹林
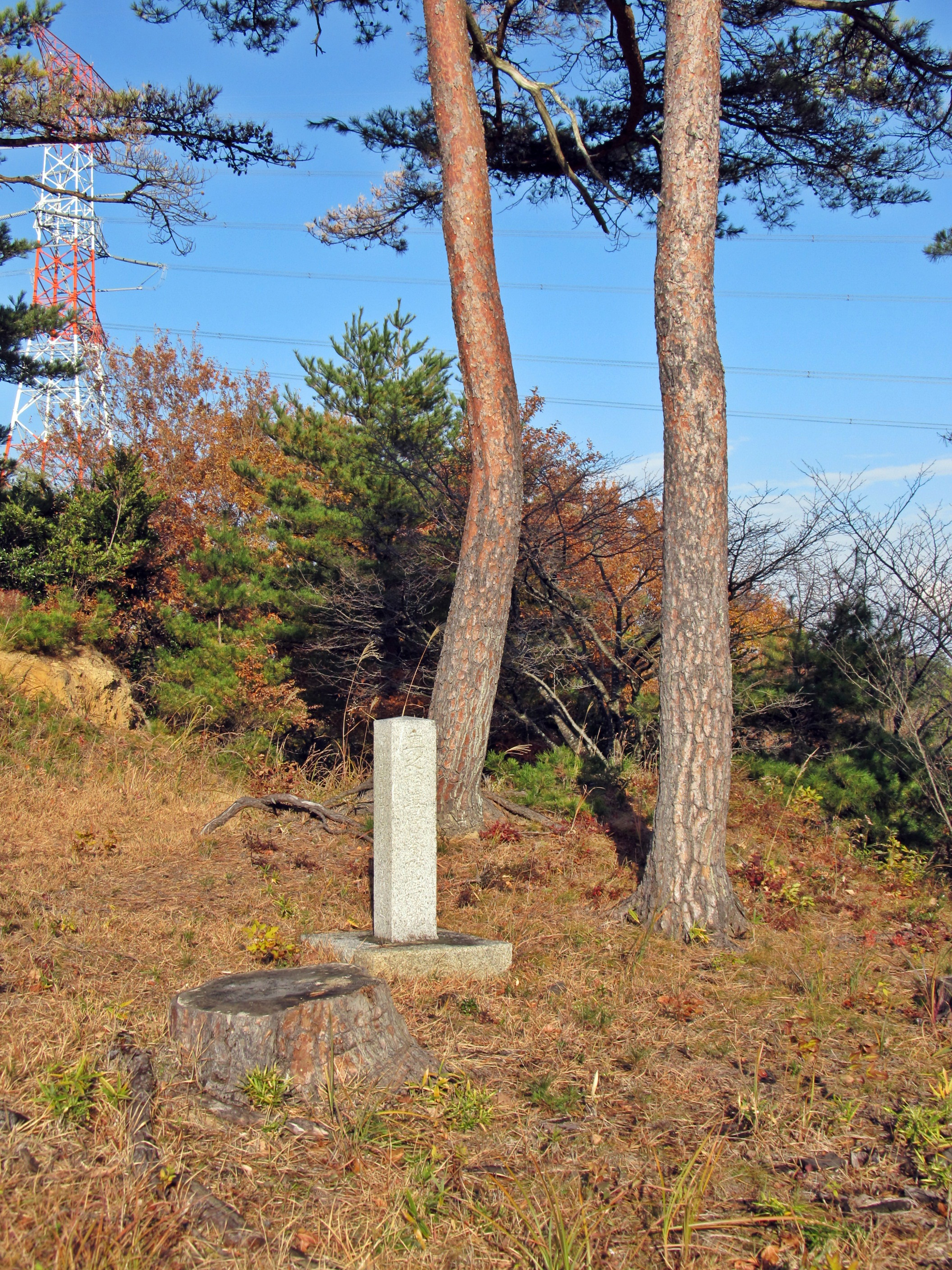
御祭神埋歿地
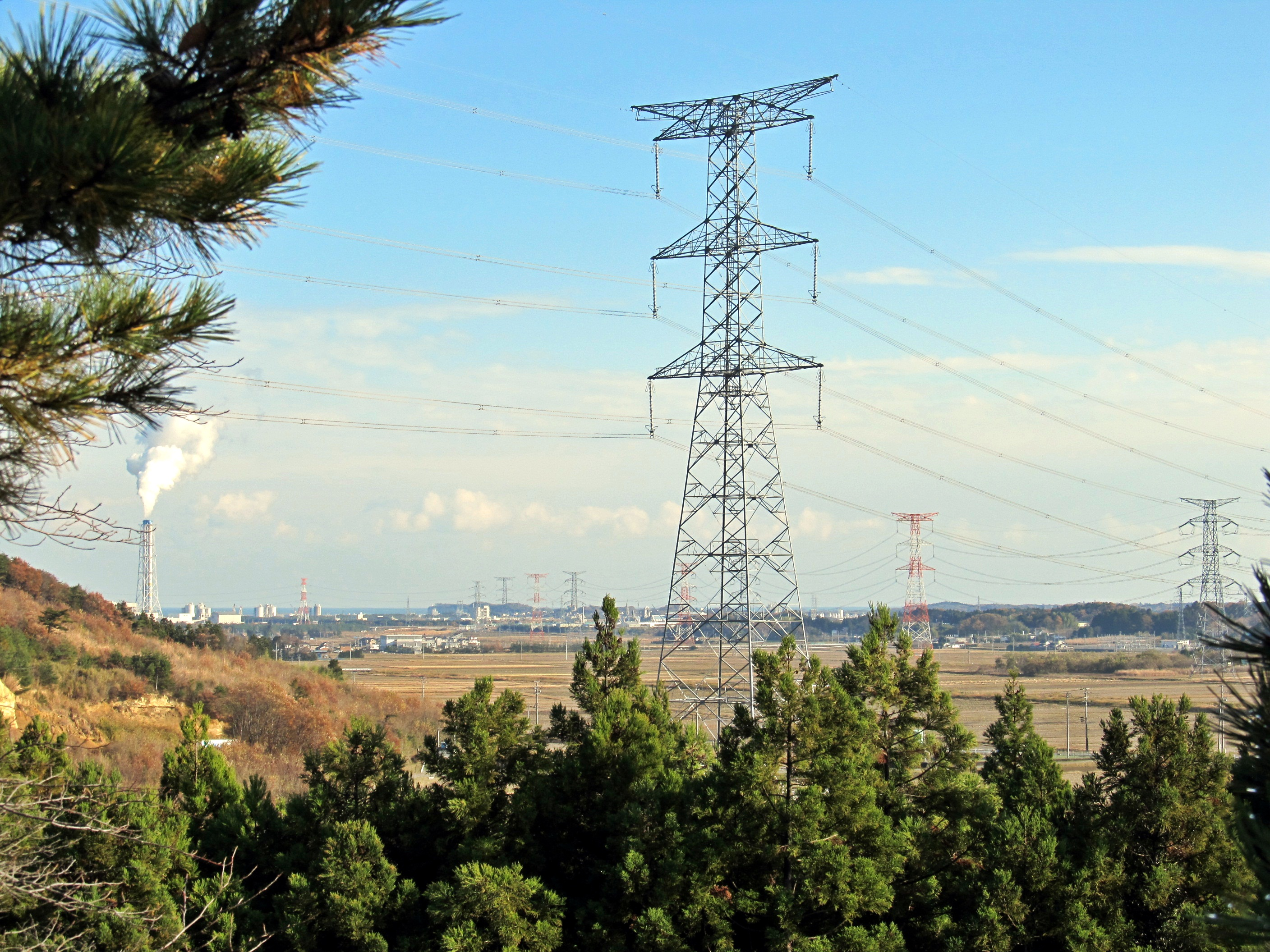
羽山公園から東側の眺め 煙を上げている新地火力発電所付近が姫君が漂着した今神地区である
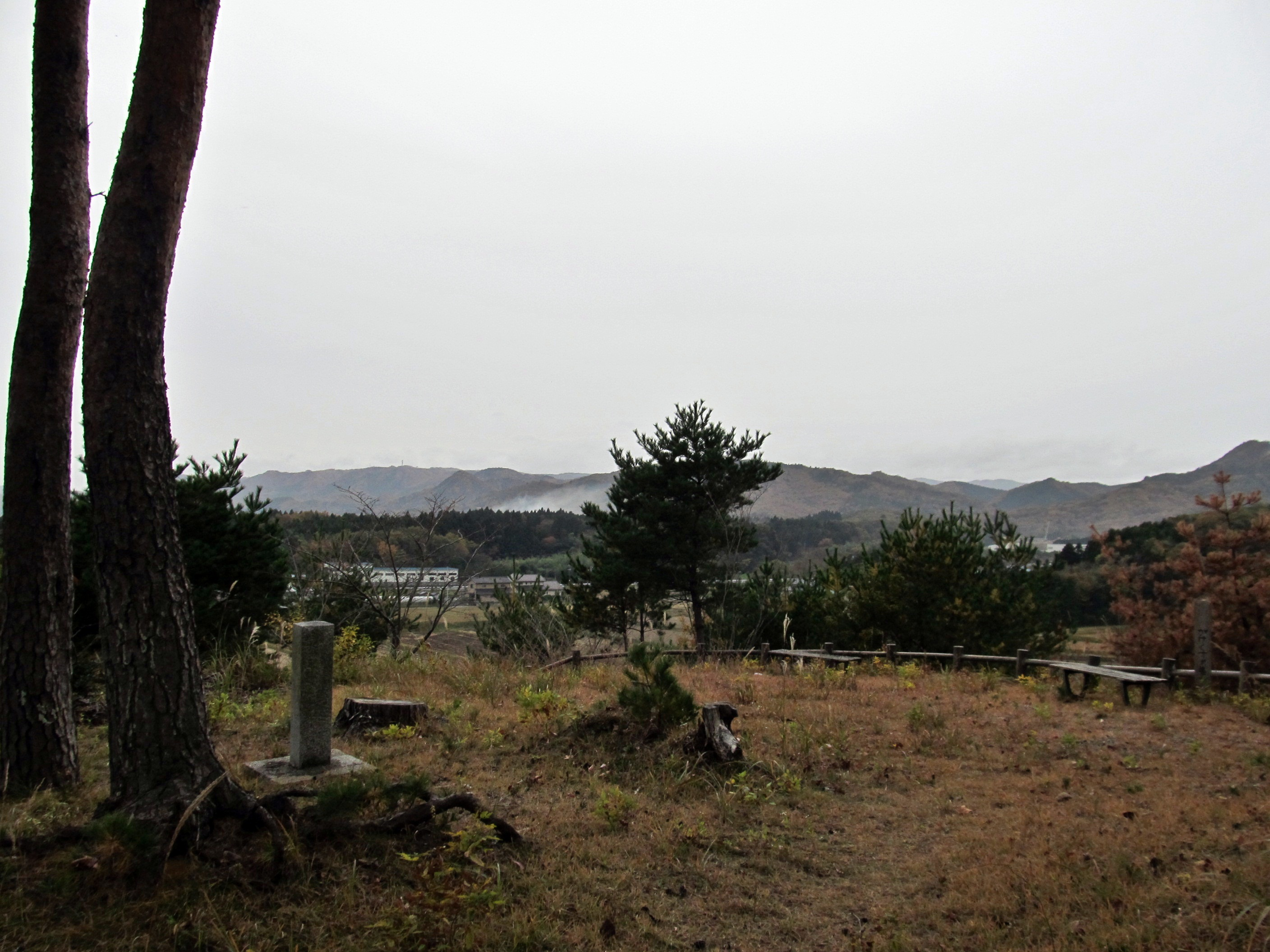
羽山公園から南側の眺め
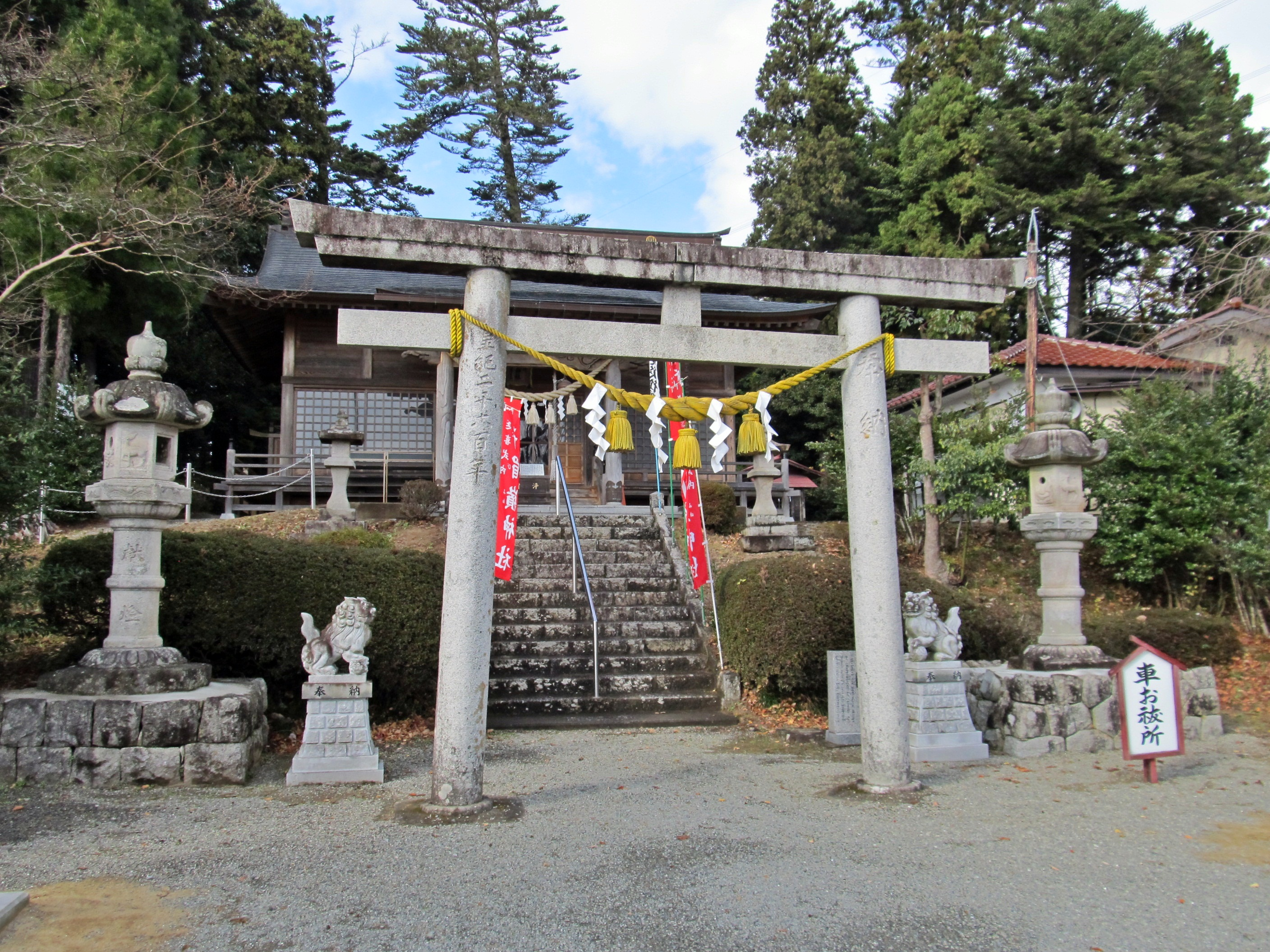
第二鳥居
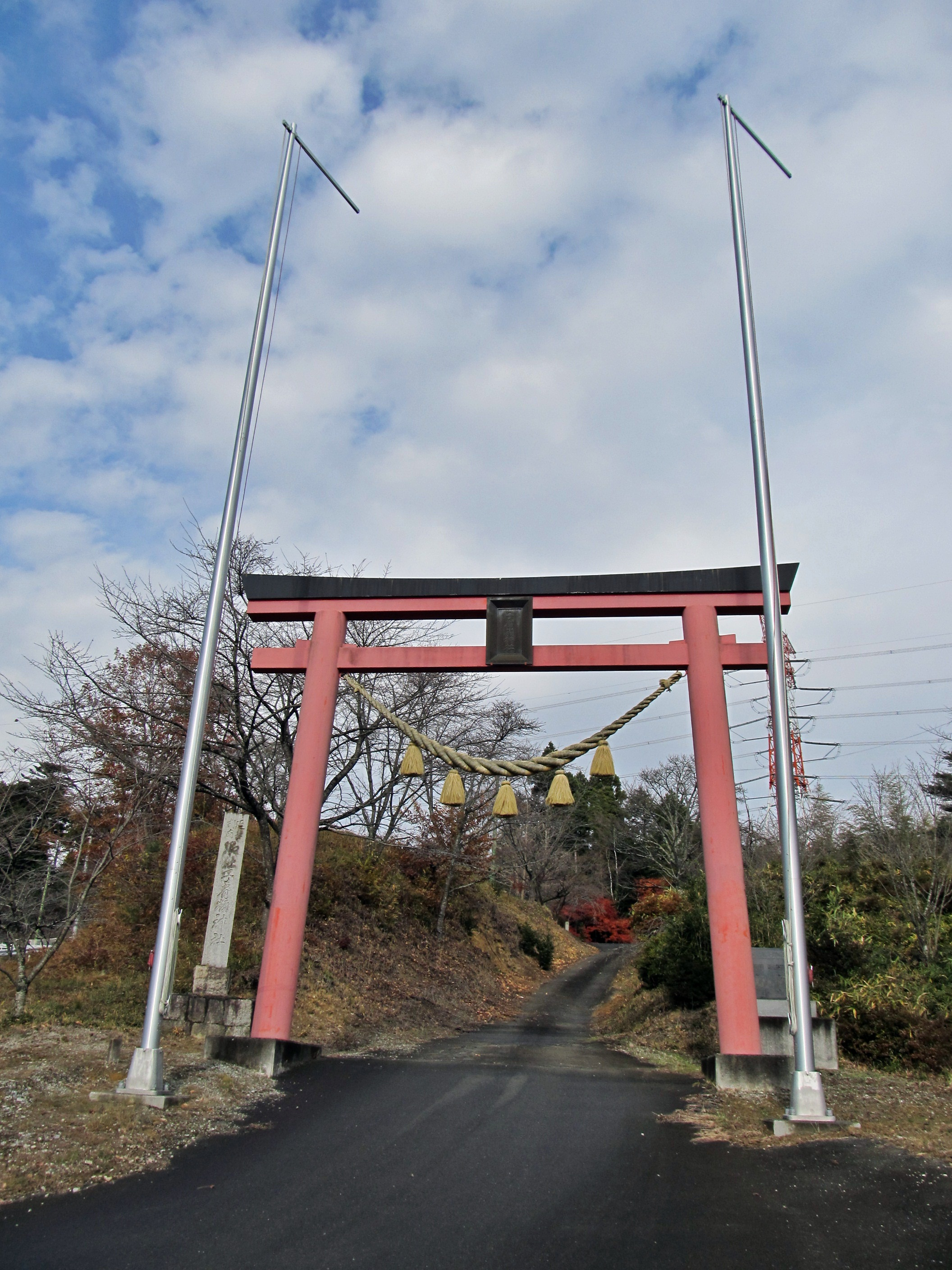
第一鳥居

## 摂末社
- 羽山神社（母山神社）

祭神は子眉嶺神社と同じく豊受比売之命で、安産守護や子供の病気除けの神社として信仰されている。覆屋の中には安産祈願用の枕と小さな社殿がある。また、社殿の前には「安産石」という赤い石が安置されており、この石が赤いのは「祭神が子供を生んだ時に血が掛かったため」と伝えられている。

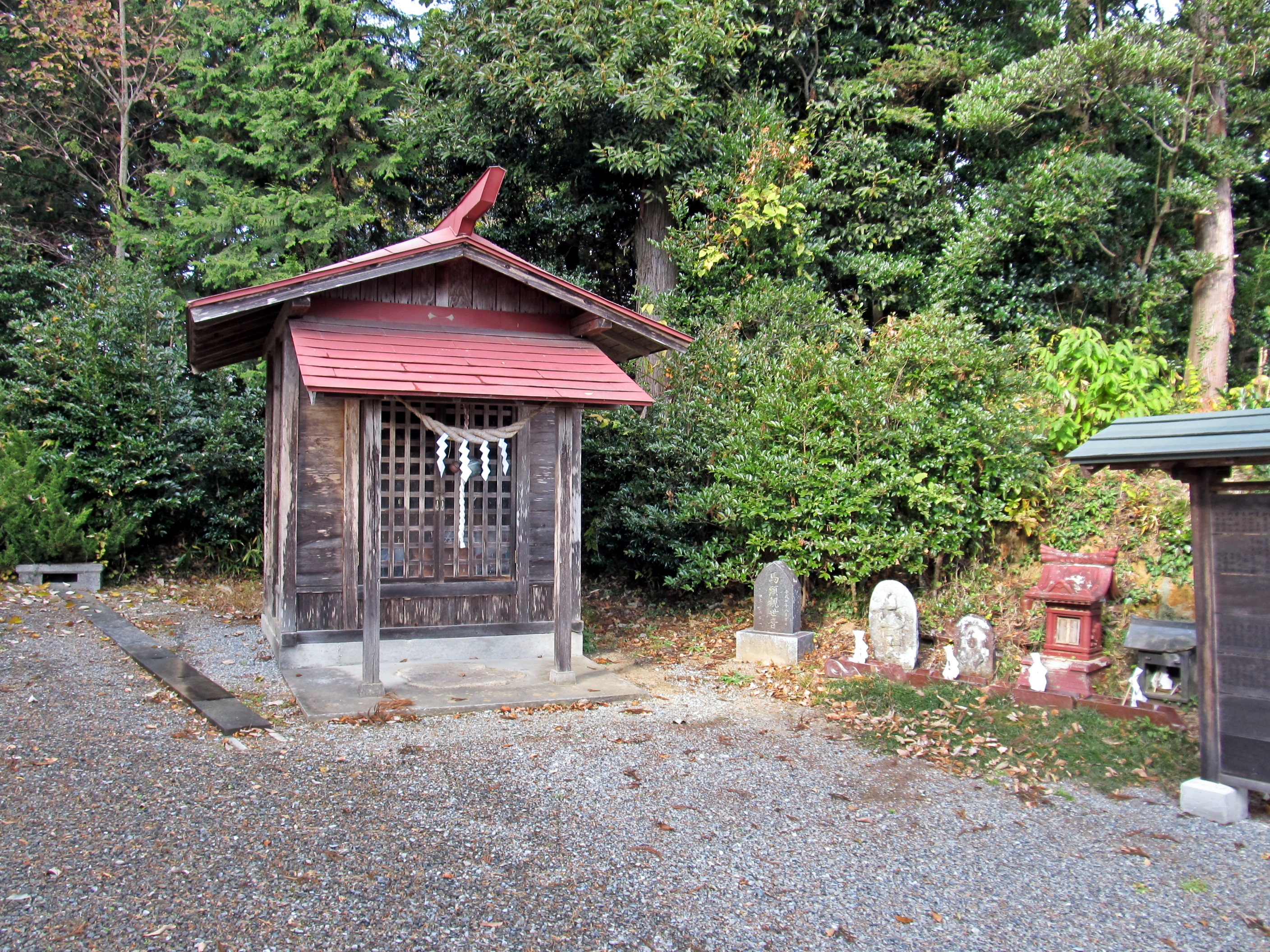
境内社・羽山神社
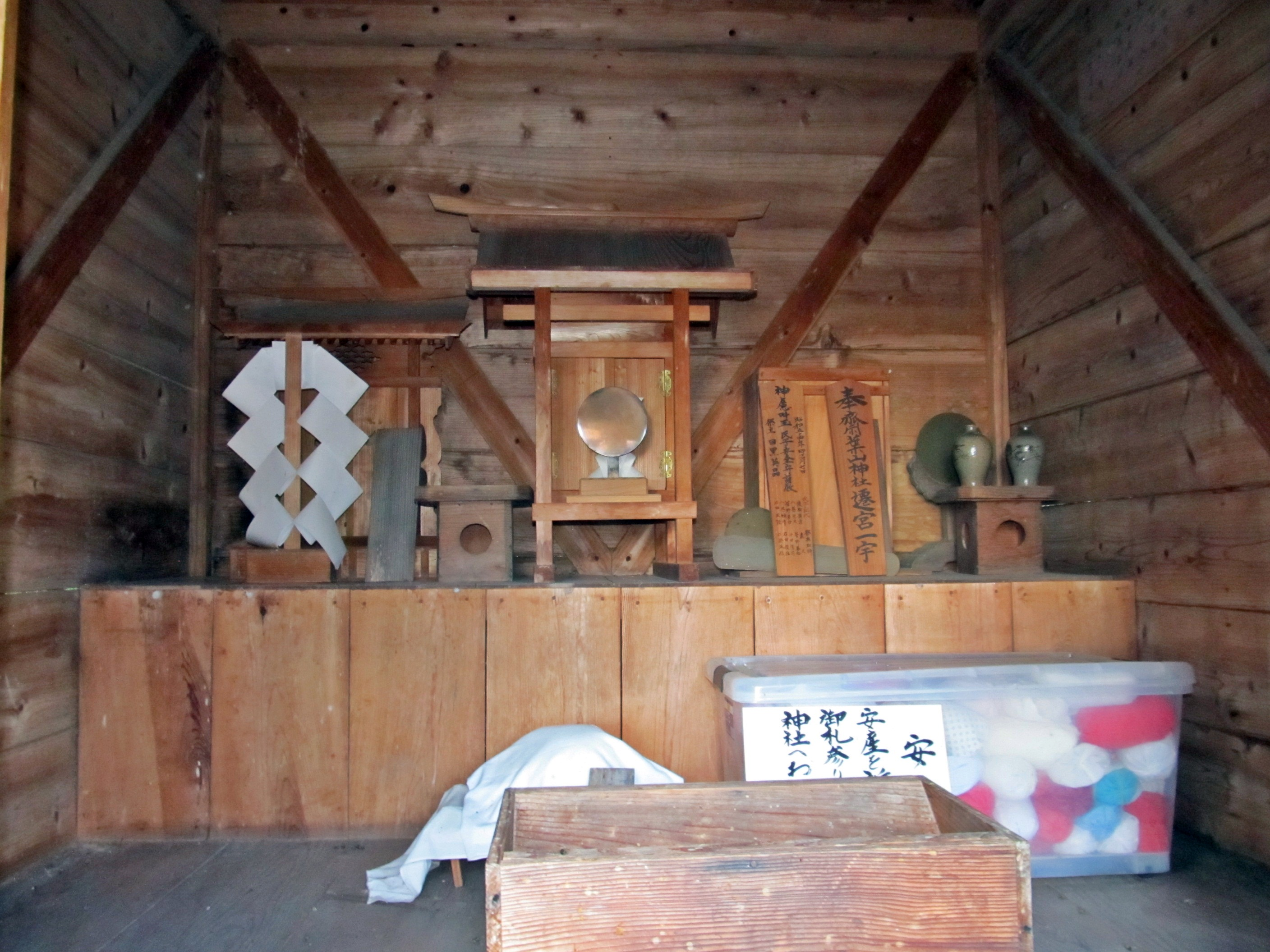
覆屋内部 小祠と板符を祀る
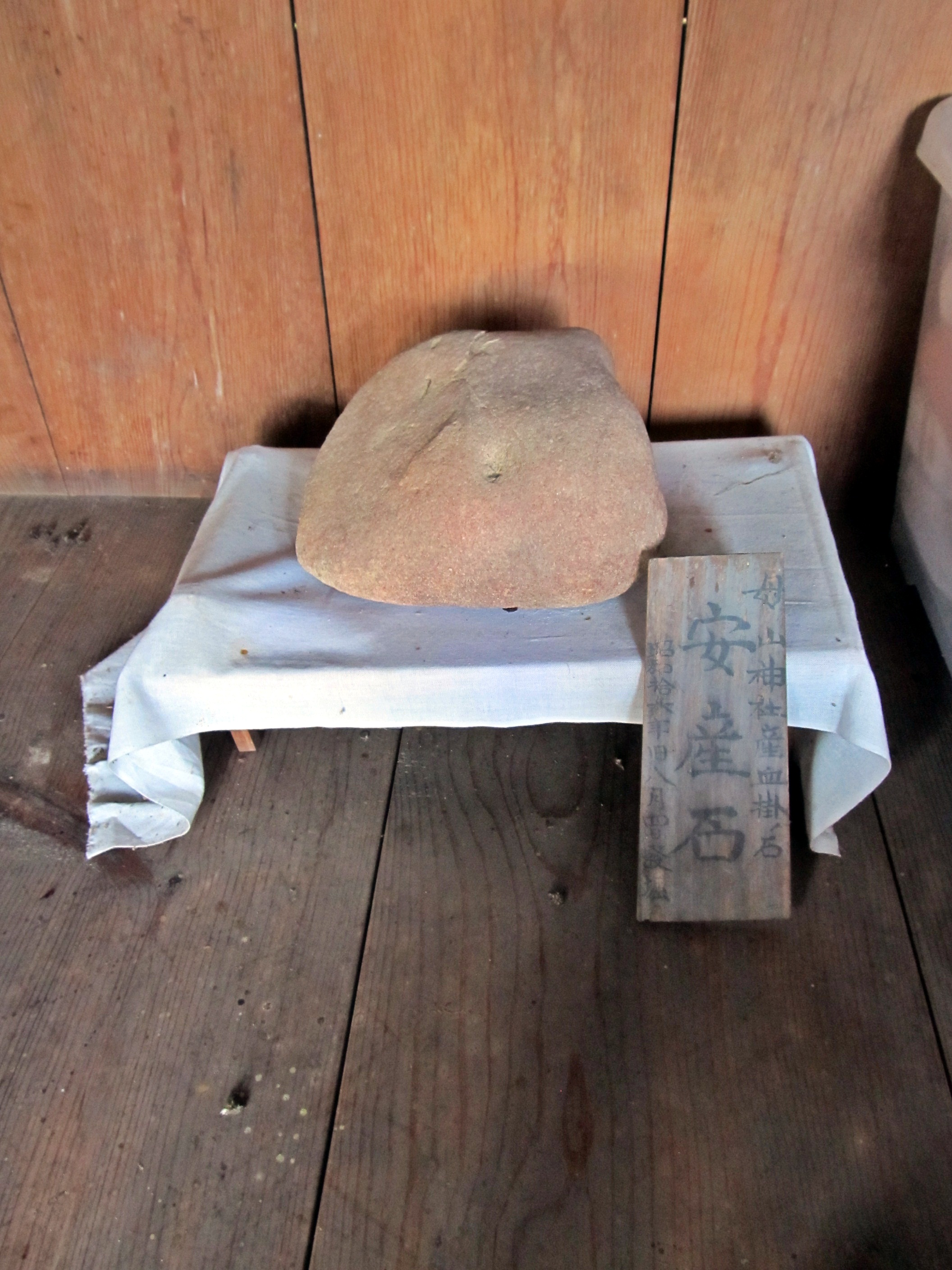
安産石

## 現地情報
所在地
- 福島県相馬郡新地町駒ケ嶺大作44